# أوم شنريكيو

شعار طائفة أوم شنريكيو

أوم شنريكيو (باليابانية: オウム真理教) وتكتب بالإنجليزية Ōmu Shinrikyō وتعرف في الإعلام العربي بطائفة أوم، تم تغير اسمها إلى ألف (نسبة للحرف الأول في الأبجدية العبرية والعربية) في شهر فبراير من سنة 2003 وهي طائفة دينية يابانية. اشتهرت هذه الجماعة بعد حادثة تسميم مترو أنفاق طوكيو وكذلك حادثة مقتل عائلة المحامي ساكاموتو تسوتسومي.

## نشأتها
نشأت طائفة أوم على يد شوكو أساهارا وكانت بدايتها في عام 1984 حيث أنشأ أساهارا ساحة لليوغا في منطقة شيبويا بطوكيو تطورت بعد ذلك لتكون من أعنف الطوائف في تاريخ اليابان.

## تسميتها
أوم أو Aum هو اسم تم اقتباسه من الديانة الهندية وتعني الكون، وشنريكيو هي ثلاثة كانجي (رموز يابانية) بحيث شن تعني الحقيقة، ري تعني الحق وكيو تعني تعليم أو ديانة.

## أعدادهم
في عام 1995 كان عدد أعضاء أوم يقارب 9000 في اليابان و 40000 في العالم لكن تقلص هذا العدد ليكون ما بين 1500 إلى 2000 في عام 2004.

## نشاط الإغتيالات قبل عام 1995
كانت هناك محاولات من قبل بعض أعضاء المجموعة للقيام بالتخطيط لاغتيالات لبعض رؤساء الجماعات البوذية مثل رئيس سوكا غاكاي.

## حادثة غاز السارين السام
في اليوم 20 من مارس عام 1995، مجموعة من أعضاء أوم نشروا غاز السارين السام في هجوم مخطط على خمس قطارات أنفاق. وهو الهجوم الذي أدى إلى مقتل 12 شخص وإصابة الآلاف الذين تم إنقاذهم من قبل فرق الطوارئ بمحطات المترو، وتمكنت الشرطة اليابانية من القبض على أفراد الجماعة بمقرهم، حيث وجدت كميات هائلة من المواد الكيمائية التي كان من المفترض استخدامها في تصنيع كميات هائلة من غاز السارين، والتي تكفي لقتل 4 ملايين شخص.

## وصلات خارجية
- فيديو وثائقي عن جماعة أوم شنريكيو اليابانية وزعيمها أساهارا شوكو، من قناة الجزيرة على يوتيوب.
- Aleph, the organization's official website. Includes an English section.
- Aum Shinrikyo in India Oct.1991-Shoko Asahara
- Shoko Asahara’s Trial
- Aum Shinrikyo News Tracker/Archive, Aum Shinrikyo news tracker/news archive. Up-to-the-minute.
- (بالإنجليزية) Japan Times article on two documentary films about Aleph.